# Nagy Imre (vállalatvezető)
Nagy Imre (Sárvár, 1957. november 16. –) magyar matematikus, közgazdász, üzletember, kommunista politikus, MSZMP-, KISZ-tag, a KISZ KB első titkára, a DEMISZ elnöke. Később üzletember lett, különböző vállalatok, gazdasági társaságok vezetője. 

## Életpályája

### Iskolái
A Szombathelyi Nagy Lajos Gimnázium matematika tagozatán érettségizett. 1977–1982 között az ELTE TTK matematika szakán tanult. 1980–1983 között a Marx Károly Közgazdaságtudományi Egyetem hallgatója volt. 1988-ban elvégezte az SZKP Társadalomtudományi Főiskola hathetes tanfolyamát.

### Pályafutása
1982–1990 között a Budapesti Műszaki és Gazdaságtudományi Egyetem Villamosmérnöki Karának egyetemi tanársegéde volt. 1989–1990 között a Hírlapkiadó Vállalat tulajdonosi biztosa volt, majd pénzügyi tanácsadó céget alapított. 1990-ben a Vasárnap Kiadói Kft. ügyvezető igazgatója volt. 1990–1991 között a Kockázat Rt. ügyvezető alelnökeként dolgozott. 1991-től a Pólus Plusz Rt. elnöke. 1994-től a Caola Rt. vezérigazgatója. 2002-től a Hungexpo Rt. igazgatóságának tagja. 2007-től a HM EI Rt. igazgatóságának elnöke.

### Politikai pályafutása
1980–1989 között az MSZMP tagja volt. 1982–1984 között az ELTE KISZ Bizottságának titkára volt. 1984–1985 között a Magyar Kommunista Ifjúsági Szövetség Központi Bizottságának (KISZ KB) munkatársa, osztályvezető-helyettese, osztályvezetője, 1985–1988 között titkára és másodtitkára, 1988–1989 között első titkára, 1989. április és november között a Magyar Demokratikus Ifjúsági Szövetség (DEMISZ) elnöke volt. 1989-től az MSZP tagja. 1989–1990 között az MSZP elnökségének tagja volt. 1990-ben országgyűlési képviselőjelölt volt.

## Családja
Szülei: Nagy József és Pánczél Zsuzsanna. 1982-ben házasságot kötött Trapp Andreával. Három gyermekük született: Ildikó (1985), Mariann (1989) és Tibor (1994).